# 鮫島具重
鮫島 具重（さめじま ともしげ、1889年4月8日 - 1966年9月13日）は、日本の海軍軍人。階級は海軍中将。爵位は男爵。

## 概要
岩倉具経の四男として生まれ、海軍大将鮫島員規の養嗣子となる。太平洋戦争において司令長官職を歴任。ラバウルでともに終戦まで戦い抜いた同期生の草鹿任一・南東方面艦隊司令長官や、陸軍第8方面軍司令官の今村均と同様に人格者として知られていた。戦後の戦犯問題では部下の責任を引き受ける態度を示し、豪軍に感銘を与えたという。

## 経歴
1909年（明治42年）11月、海軍兵学校（37期）を卒業し、翌月に海軍少尉に任官し、同月、養父の死去に伴い男爵を襲爵。1916年（大正5年）12月、海軍砲術学校高等科を卒業し、以後、「吾妻」分隊長、「金剛」部隊長、砲術学校教官、「陸奥」副砲長、東伏見宮依仁親王付副官を経て、1923年（大正12年）10月、海軍大学校（甲種21期）を卒業した。
「由良」砲術長、イギリス駐在、高松宮宣仁親王付武官、「羽黒」副長、運送艦「青島」艦長、上海陸戦隊指揮官、第3艦隊参謀、「北上」艦長、「最上」艦長、「羽黒」艦長、「長門」艦長を歴任した。最上艦長時代に酒に酔った板倉光馬少尉（当時）に殴られるという事件があったが、板倉を軍法会議処分にせず、他艦への移動処分に留めるという温情処分にしている。1937年（昭和12年）12月、海軍少将に進級し、第4航空戦隊司令官、第13戦隊司令官、第2航空戦隊司令官、侍従武官を経て、1941年（昭和16年）10月、海軍中将に進級した。1942年（昭和17年）10月、井上成美の後任として第4艦隊司令長官に着任。翌年4月、第8艦隊司令長官となったが、第8艦隊は艦船を消耗して大戦末期には事実上第8艦隊の司令部が置かれたブーゲンビル島ブインの守備隊司令官となる。
この時期、かつて最上艦長時代に自身を殴った事件で温情処分とした、板倉が艦長を務める潜水艦による補給作戦を受ける。板倉は鮫島に「かつて上官を殴った私が恥ずかしながら救援に参りました」としてウイスキーを贈り、鮫島は手製のパイプを贈った。鮫島はブインを死守し1945年（昭和20年）8月の終戦を迎える。
同年9月8日、オーストラリア軍タロキナ基地に第17軍司令官の神田正種中将と共に出向いて降伏文書に調印した。
1946年（昭和21年）3月、予備役に編入された。板倉とは戦後の軍事裁判の場でも再会しており、涙を流して手を取り合ったとされる。
1947年（昭和22年）11月28日、公職追放仮指定を受けた。

## 栄典
勲章
- 1940年（昭和15年）8月15日 - 紀元二千六百年祝典記念章[4]
- 1943年（昭和18年）10月9日 - 勲一等瑞宝章[5]

## 系譜
岩倉具視は祖父にあたる。養嗣子として鮫島家を継いだため、鮫島家とは血縁上の関係はない。妻の豊子は花房義質の長女。長男員重の妻は渋沢正雄の次女、純子（実業家渋沢栄一の孫）。
- 祖父：岩倉具視 - 政治家
- 父：岩倉具経 - 外交官
- 養父：鮫島員規 - 海軍軍人
- 兄：岩倉具光 - 実業家
- 伯父：岩倉具定 - 宮内官僚
- 義叔父：戸田氏共 - 外交官
- 従兄：岩倉具張 - 宮内官僚
- 従姉：依仁親王妃周子 - 旧皇族